# خواجه اختیار منشی گنابادی

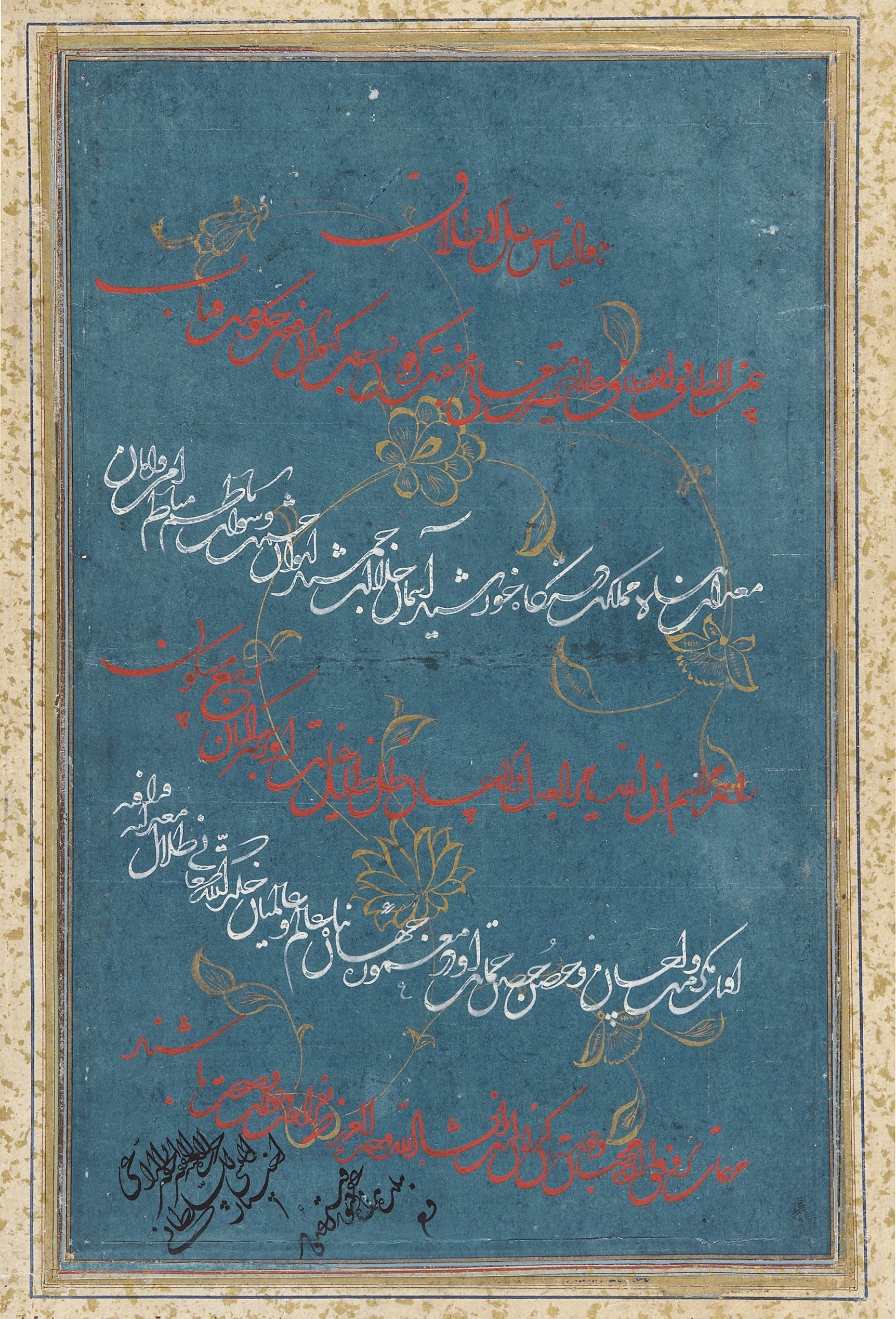
نمونه‌ای از خط تعلیق بخط خواجه اختیار منشی م ۹۷۴ ه‍. ق)

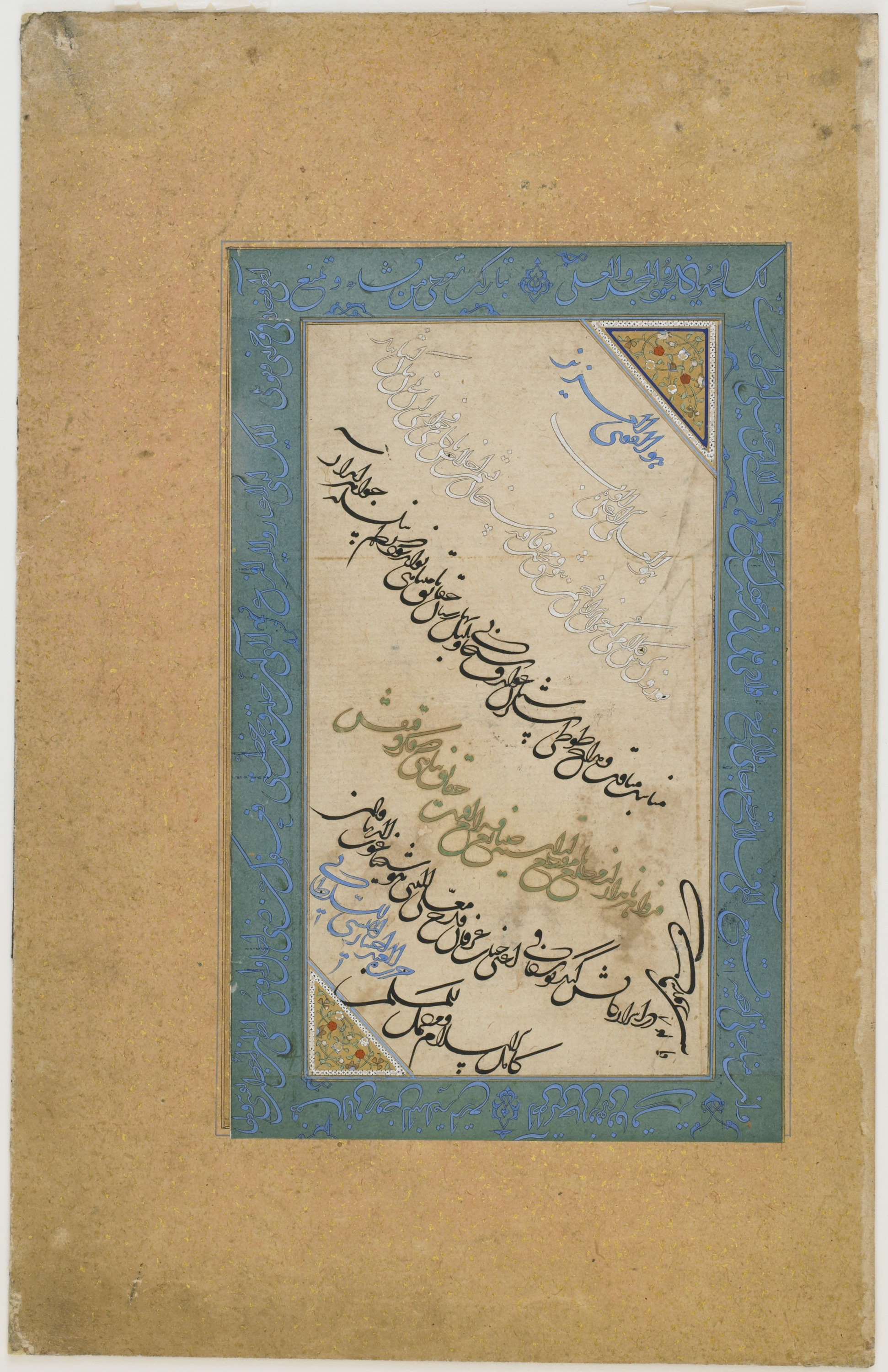
تعلیق بخط خواجه اختیار منشی مورخ ۹۴۸ ه‍.ق و امضاء «حرره العبد اختیار المنشی السلطانی»

خواجه اختیارالدین حسن فرزند علی یکی از خوشنویسان بزرگ قرن دهم هجری بوده‌است. او را از بزرگترین استادان خط تعلیق می‌دانند. وی مدت سی سال در دربار شاه محمد خدابنده فرزند اول شاه طهماسب صفوی به‌کار نوشتن نامه‌های شاه اشتغال داشت. اکثر مورخین وفات وی را در سال ۹۹۰ هجری دانسته‌اند ولی کتاب دانشوران خراسان آن را ۹۷۰ ذکر کرده‌است.
بسیاری او را اهل هرات ذکر کرده‌اند اما در یک مرقع او در امضای خود نسبش را چنین ذکر کرده‌است: "اختیارالمنشی بن علی الجنابادی فی شهود سنه ۹۲۴ " که به این ترتیب در نسب گنابادی او جای تردید نیست.
باید در نظر داشت این خواجه اختیار با قاضی اختیار الدین حسن بن علی که از دانشمندان آن عصر بوده و در زمان امارت سلطان حسن بایقرا در شهر هرات منصب قضا داشته‌است، فرق دارد.
شاهکاری منسوب به خواجه اختیار منشی گنابادی، یکی از معدود آثار بجای مانده منسوب به خواجه اختیار منشی گنابادی است. خواجه در این تابلو زیبا نوشته است: لیالی رمضان المبارک است و ساعت از چهار گذشته دماغ مشق سوخته، نماز هم نخوانده ام آن را باین صفحه مشق اختصار می‌شود انشالله اگر حالت بعد از نماز مقتضی شدصفحه دلی نوشته و الا برای فردا شب والله العالی.